# Sojuz T-14
Sojuz T-14  è la denominazione di una missione della navicella spaziale Sojuz T verso la stazione spaziale sovietica Saljut 7 (DOS 6). Si trattò del cinquantatreesimo volo equipaggiato di questo velivolo spaziale, del settantacinquesimo volo nell'ambito del programma Sojuz sovietico nonché dell'undicesimo volo equipaggiato verso la predetta stazione spaziale – il nono che riuscì effettivamente ad agganciarsi ed a visitare la predetta stazione spaziale a causa degli insuccessi delle precedenti missioni Sojuz T-8 e Sojuz T-10-1.

## Equipaggio
| Ruolo                  | Equipaggio al lancio                    | Equipaggio all'atterraggio              |
| ---------------------- | --------------------------------------- | --------------------------------------- |
| Comandante             | Vladimir Vasjutin, Roscosmos Primo volo | Viktor Savinych, Roscosmos Secondo volo |
| Ingegnere di volo      | Georgij Grečko, Roscosmos Terzo volo    | Vladimir Vasjutin, Roscosmos Primo volo |
| Cosmonauta Ricercatore | Aleksandr Volkov, Roscosmos Primo volo  | Aleksandr Volkov, Roscosmos Primo volo  |

### Equipaggio di riserva
| Ruolo                  | Equipaggio                      | Equipaggio                      |
| ---------------------- | ------------------------------- | ------------------------------- |
| Comandante             | Aleksandr Viktorenko, Roscosmos | Aleksandr Viktorenko, Roscosmos |
| Ingegnere di volo      | Gennadij Strekalov, Roscosmos   | Gennadij Strekalov, Roscosmos   |
| Cosmonauta Ricercatore | Evgenij Salej, Roscosmos        | Evgenij Salej, Roscosmos        |

## Missione
La nona missione verso la Saljut 7 dovette essere interrotta anticipatamente sui piani di volo a causa di problemi di salute del comandante della missione Vasjutin. La missione entrò così negli annali quale dimostrazione che la navicella spaziale Sojuz risultava idonea per effettuare un'evacuazione da una stazione spaziale. Ironicamente si disse che la navicella Sojuz poteva essere impegnata come ambulanza spaziale.
Concretamente, fu il comandante Vasjutin stesso a forzare il rientro anticipato, a causa del suo pessimo stato di salute, e solo successivamente all'atterraggio venne giustificata tale interruzione di missione con la simulazione dell'evacuazione.
L'ingegnere di bordo Grečko invece fece ritorno a terra dopo poco più di otto giorni di missione a bordo della Sojuz T-13. Accompagnò il comandante di questa missione Vladimir Džanibekov, che ormai si trovava nello spazio da 112 giorni. Insieme al cosmonauta Viktor Savinych, era riuscito a riattivare la stazione spaziale la quale aveva in precedenza svuotato tutte le sue riserve di energia. L'equipaggio rimasto a bordo fu dunque composto da Vasjutin, Volkov e Savinych che prolungò il suo soggiorno.
La missione della Sojuz T-14 era stata concepita con due obiettivi principali: primo, il ricevimento della Cosmos 1686, una navicella spaziale di trasporto del tipo TKS appositamente modificata - obiettivo già raggiunto durante la Sojuz T-9 - e secondo, l'esecuzione di diverse passeggiate spaziali onde testare più attrezzi, strumenti, utensili e materiali per future stazioni spaziali.
La Cosmos 1686 si agganciò alla Saljut 7 il 2 ottobre, portando ben 4.500 kg di carico. Questo era composto non solo da vari strumenti, ma in particolar modo da grosse componenti metalliche che dovevano essere assemblate all'esterno della stazione spaziale stessa. Il contenuto della Cosmos 1686 consentì inoltre di effettuare diversi esperimenti sul processo di cristallizzazione artificiale nello spazio.
Il secondo obiettivo della missione non poté essere realizzato, in particolar modo a causa della malattia del comandante della missione. Già dalla metà del mese di ottobre infatti, Vasjutin non era più in grado di collaborare nell'esecuzione dei vari esperimenti ed allo svolgimento dei lavori necessari per il funzionamento della Saljut 7, diventando così sempre più un peso per il resto dell'equipaggio.
Il 13 novembre l'equipaggio iniziò a codificare le proprie comunicazioni via radio con il centro di controllo di volo "TsUP". Durò comunque fino al 21 novembre, prima che l'equipaggio lasciasse la stazione spaziale e ritornasse a terra.

## Ulteriori dati di volo
- Atterraggio del secondo membro dell'equipaggio originale: 26 settembre 1985, 09:51:58 UTC a bordo della Sojuz T-13, 220 km a nord-est di Dzhezkazgan,  RSS di Kazakistan
- Durata per il secondo membro dell'equipaggio originale: 8 giorni, 21 ore, 13 min.
- Orbite terrestri per il secondo membro dell'equipaggio originale: ca. 140
- Denominazione Astronomica Internazionale: 1985-81

I parametri sopra elencati indicato i dati pubblicati immediatamente dopo il termine della fase di lancio. Le continue variazioni ed i cambi di traiettoria d'orbita sono dovute alle manovre di aggancio. Pertanto eventuali altre indicazioni risultanti da fonti diverse sono probabili ed attendibili in considerazione di quanto descritto.